# Turbină
O turbină este o mașină care transformă energia unui curent de fluid în lucru mecanic util. O turbină conține cel puțin un dispozitiv rotitor cu palete numit rotor; fluidul în mișcare acționează asupra paletelor, transferând rotorului energie cinetică de rotație. Morile de vânt și roțile hidraulice⁠(en)[traduceți] sunt exemple de turbine. 

## Descriere
O turbină este formată din:
- Stator, în care energia primară (energia potențială în cazul fluidelor incompresibile, respectiv energia internă în cazul fluidelor compresibile) este transformată în energie cinetică. Dacă energia primară este sub formă de energie cinetică (energia vântului sau a mișcării apei), statorul poate lipsi.
- Rotor, format dintr-unul sau mai multe discuri echipate cu palete, discuri fixate pe un arbore, cu care se rotesc solidar. Paletele preiau din energia cinetică a fluidului (la turbinele cu acțiune), respectiv și din energia primară a fluidului (la turbinele cu reacțiune), transferând această energie discului și arborelui.

## Clasificare
După tipul energiei primare transformate, turbinele se clasifică în:
- Turbine termice, la care energia primară este energia termică. Tipuri de turbine termice:

- Turbine cu abur
- Turbine cu gaze

- Turbine hidraulice, la care energia primară este energia hidraulică. Tipuri de turbine hidraulice:

- Turbina Pelton
- Turbina Francis
- Turbină Kaplan
- Turbina Bulb
- Turbina Michell-Banki

- Turbine eoliene, la care energia primară este energia eoliană. Tipuri de turbine eoliene:

- Turbine eoliene cu ax orizontal
- Turbine eoliene cu ax vertical (cu palete cu unghi de instalare variabil, Darrieus, Savonius)